# 1576 en France
Chronologie de la France
- 1572
- 1573
- 1574
- 1575
- 1576
- 1577
- 1578
- 1579
- 1580

## Événements
- 2-5 février : Henri de Navarre s’enfuit de la cour[1]. Après quelques semaines d’hésitation, il renonce au catholicisme et tente de reprendre vainement la tête de l’armée huguenote.

- 6 mai : édit de Beaulieu[1]. Henri III de France se rapproche du parti modéré des politiques (ou Malcontents). Il signe la paix de Monsieur (en hommage à François d’Alençon), de Beaulieu ou de Loche (avantages aux chefs protestants, liberté de culte sauf à Paris, places de sûreté dans le midi, indemnités aux victimes de la Saint Barthélemy, création de chambres de justice mi-parties). Cette paix, jugée humiliante par les catholiques (7 mai), est à l’origine de la Ligue (juin), formé d’abord en Picardie et en Bretagne, puis étendue à tout le pays. Les politiques s’efforcent de maintenir, là où ils commandent, l’unité politique au prix de la diversité religieuse (le gouverneur catholique du Languedoc, Montmorency-Damville, réussit par un accord avec les protestants à garantir la paix).

- 5 juin : premier manifeste de Péronne ; le gouverneur de Péronne Jacques d’Humières, la noblesse locale et trois ordres régionaux veulent empêcher l’instauration de Condé dans son gouvernement de Picardie[1]. Il est à l’origine de la formation de la première « Sainte Ligue » par le duc de Guise.
- 8 juin : Pomponne de Bellièvre devient président du parlement de Paris[2].
- 13 juin : Henri de Navarre abjure officiellement le catholicisme à Niort[1].

- 13 août : prise de Saint-Jean d’Angély par le prince de Condé[3].

- 7 septembre : le Parlement de Paris prend un arrêt solennel, l’arrêt Mabile, qui reconnaît comme Française une fille née en Angleterre de deux parents français[4].

- Novembre, Agen : Philippe Duplessis-Mornay (1549-1623) entre au service du roi de Navarre[5]. Il deviendra son principal conseiller et son ambassadeur.

- 2 décembre : Henri III se proclame chef de la Ligue[6].
- 6 décembre : ouverture des États généraux, à Blois (fin le 1er mars 1577)[3]. Ils condamnent l’hérésie protestante et imposent l’inaliénabilité du domaine royal. Les cahiers rédigés à cette occasion par les trois ordres inspirent l’Ordonnance de Blois de 1579[7].
- 24 décembre : Henri III confirme à Blois sa décision de n’autoriser que la religion catholique en son royaume en vertu du serment qu’il a prêté lors de son sacre contre l’hérésie[6].
- Décembre : Henri de Navarre tombe dans une embuscade à Eauze, en Armagnac. Il parvient à se dégager en tirant des coups de pistolets jusqu’à l’arrivée de renforts. (Certaines sources donnent décembre 1577[8].)

- Jean Bodin publie Les Six Livres de la République (théorie de l’absolutisme)[9].

## Naissances en 1576
- x

## Décès en 1576
- x